# Марксизм

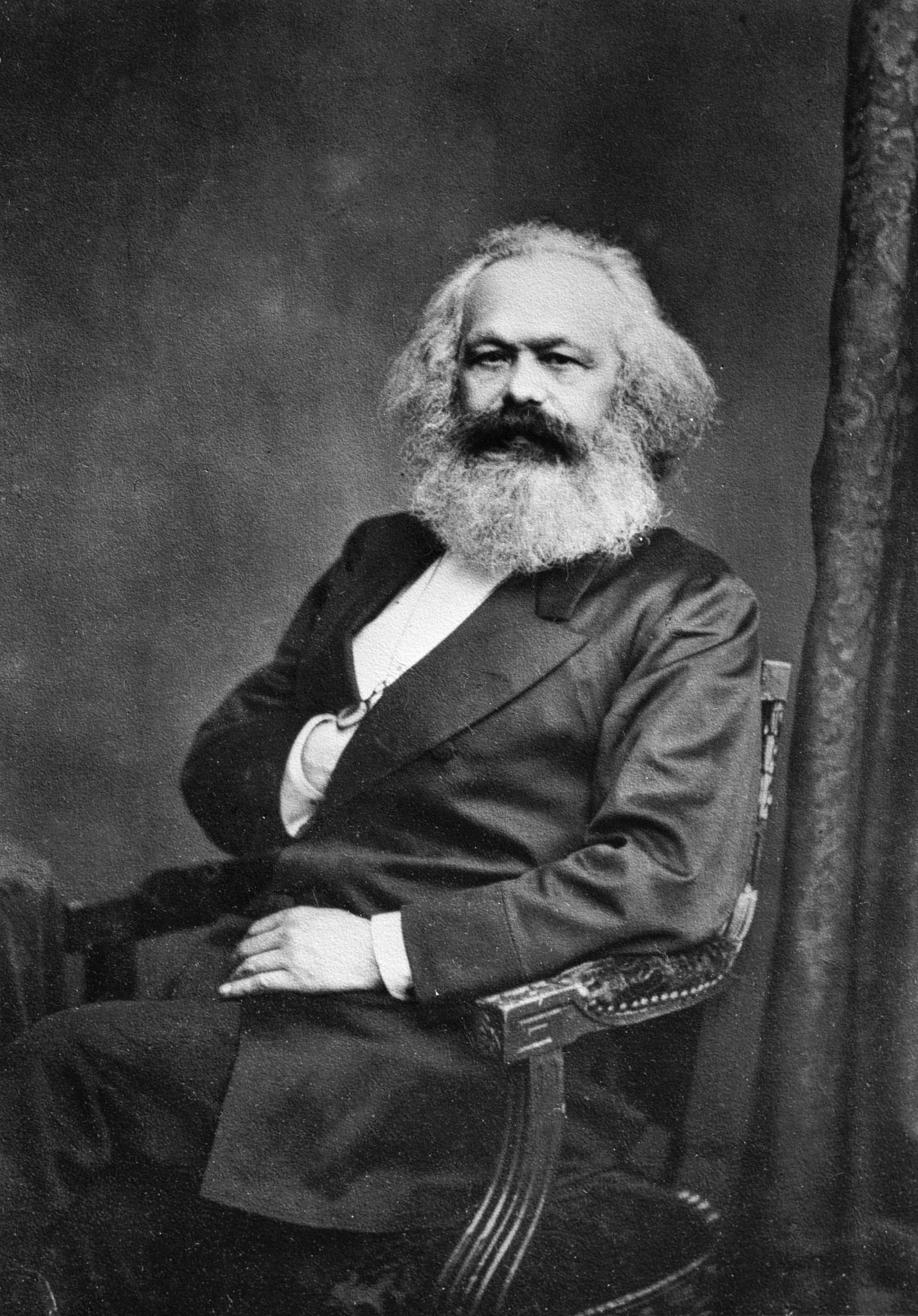
Карл Маркс — німецький філософ, соціолог, економіст, політичний журналіст. Його наукові твори та економічні дослідження, об'єднані в теоретичне вчення, яке називають марксизмом, сформували основу комуністичного і соціалістичного руху.

Маркси́зм — узагальнена назва сукупності теоретичних поглядів німецьких мислителів Карла Маркса та Фрідріха Енгельса на історію, політику та суспільство загалом, які їхні послідовники намагаються інтерпретувати, розвивати та втілювати на практиці. Марксизм заявляє про себе як про систему революційних поглядів робітничого класу, що відображає об'єктивні закони розвитку людського суспільства та досвід класової боротьби народних мас проти експлуататорів, і що постійно розвивається на основі узагальнення цього досвіду.
Першим марксизм визначив Енгельс, як «поєднання діалектичного методу з комуністичним світоглядом» («Анти-Дюрінг», 1878). Різноманітні інші визначення марксизму можна умовно розділити на наступні категорії:
- засновану на історико-матеріалістичних поглядах теорію «наукового соціалізму»[2]
- різноманітні теорії, які, як на першоджерело, посилаються на Маркса та Енгельса.[3]
- політичні рухи, які орієнтуються на теорію Маркса.[3]
- марксизм-ленінізм — різновид марксизму, започаткований в Радянській Росії і перетворений на офіційну державну доктрину колишнього СРСР та радянського блоку[3].

У XX ст. багато країн проголошували курс на побудову соціалізму (або комунізму) за марксистською програмою. Найбільші з них — Союз Радянських Соціалістичних Республік та Китайська Народна Республіка.

## Історія виникнення
Марксизм виник у 1840-х у Німеччині, де назрівала буржуазно-демократична революція. Своєрідність революційної ситуації в цій країні, роздробленій тоді на кілька великих (Баварія, Пруссія, Саксонія) і безліч невеличких держав, полягала в тому, що буржуазія, налякана революційністю народних мас, прагнула укласти угоду з королівською владою і поміщиками за рахунок інтересів трудящих. Істотною відмінністю цієї революційної ситуації порівняно з умовами, що передували буржуазним революціям в інших країнах Західної Європи (Нідерланди, Англія, Франція), була тією, що в Німеччині на арену політичної боротьби вийшов робітничий клас, що виявився найрадикальнішою силою суспільних перетворень. Якщо у минулих буржуазних революціях робітничий клас власноруч «тягав каштани з вогню» для буржуазії, то під час революції у Німеччині виступив самостійно зі своїми особливими вимогами. Все це робило Німеччину центром європейського революційного руху. За завдання озброїти робітничий клас програмою, стратегією і тактикою революційної боротьби взялися молоді ідеологи пролетаріату Маркс й Енгельс, так поклавши початок новому революційному вченню — марксизму.
Від самого моменту свого виникнення, починаючи з революцій 1848—1849, марксизм безперестанку проходить практичну перевірку, що супроводжується зміною тактики політичної боротьби. Після поразки цих революцій Маркс заявив про необхідність переходу до мирної роботи зі збирання і підготовки сил для нового етапу підйому революції. 1852 року, після розпуску німецького робітничого «Союзу комуністів», що його членами були Маркс й Енгельс, останні спрямували свою діяльність на пропаганду ідей комунізму, на підготовку революційних кадрів в усіх країнах Західної Європи, на збирання сил для нової боротьби.
Пореволюційний період ознаменувався створенням — за активної участі Маркса й Енгельса — «Міжнародного товариства робітників» (I Інтернаціоналу), заснованого 1864 року. «Міжнародне товариство робітників» вперше з'єднало революційну теорію з практикою масового революційного руху, з класовою боротьбою проти експлуататорів. Так було створено вихідні позиції для завоювання марксизмом міцних позицій у світовому робітничому русі. У 1870-90-ті у низці країн Європи було створено масові робітничі (соціалістичні та соціал-демократичні) партії, що заявляли про свою прихильність до марксистської доктрини. Виникли вони або на базі існуючих у тих країнах національних секцій «Міжнародного товариства робітників», або завдяки діяльності активістів, вихованих в ньому.

## Зміст вчення
Марксизм вважає себе закономірним результатом всього попереднього розвитку людської думки та критичного узагальнення з позицій революційного пролетаріату та практики класової боротьби. Постання марксизму є переворотом у розвитку суспільної думки людства, оскільки марксизм принципово по-новому підійшов до вирішення безлічі суспільних проблем і дав свої відповіді на найважливіші питання, поставлені самим розвитком історії та сформульовані передовими розумами минулого.
Спираючись у першу чергу на спадщину німецької класичної філософії, англійської політекономії і французького утопічного соціалізму, Карл Маркс та Фрідріх Енгельс розробили матеріалістичний погляд на історію, теорію додаткової вартості як економічної основи капіталізму й вчення про комунізм — безкласове суспільство, що неминуче прийде на зміну капіталізму. Роль «могильника» капіталізму марксизм відводить пролетаріату.
Найважливішими творами в становленні марксизму були «Маніфест комуністичної партії», в якому проголошується неминучість загибелі капіталізму й стверджується вирішальна в подоланні капіталізму роль робітничого класу, «Капітал» Карла Маркса — фундаментальний аналіз економіки капіталізму, та «Діалектика природи» — незавершена праця Фрідріха Енгельса, в якій сформульовані філософські погляди засновників марксизму.

### Діалектичний матеріалізм
Марксизм твердо стоїть на позиціях матеріалізму, доповнивши його запозиченою у Геґеля діалектикою. За Марксом, не свідомість чи Бог створюють матерію, а навпаки матерія у своєму постійному русі та розвитку створила свідомість. Пізнання можливе через органи чуття та розум, а практика є мірилом, яким вимірюється світ та є єдиним критерієм істини.

### Матеріалістичне розуміння історії
Діалектичний метод Маркс застосовує переважно до історії (історичний матеріалізм). Історичний (діалектичний) матеріалізм розглядається як філософія пролетаріату, теоретичне обґрунтування комунізму, наука про закономірності розвитку суспільства та мислення. Лише у філософії пролетаріату як революційного класу, закономірності розвитку суспільства знайти своє об'єктивно відображення.
Суспільство розглядається марксизмом як організм, в структурі якого продуктивні сили визначають виробничі відносини, форми власності, які, в свою чергу, зумовлюють класову структуру суспільства, політику, державу, право, мораль, філософію, релігію, мистецтво. Їх єдність і взаємодія створює певну суспільну формацію. Тобто не духовний процес, а матеріальні умови є визначальними у розвитку суспільства. В суспільному виробництві люди протягом свого життя перебувають у виробничих відносинах, які насамперед залежать від рівня розвитку продуктивних сил. Сукупність цих виробничих відносин є економічною структурою суспільства, на якій базуються всі інші процеси життя, зокрема, соціальні, політичні та духовні. Отже, не свідомість окремих людей визначає їхнє буття, а суспільне буття визначає їхню свідомість. На певній стадії розвитку матеріальні сили виробництва починають конфліктувати із виробничими (економічними) відносинами. У випадку, коли виробничі відносини гальмують розвиток продуктивних сил чи вступають з ними у суперечність — виникає підґрунтя для соціальної революції. Зміна економічної бази призводить до зміни суспільства. Але нова форма суспільства виникає тільки там, де існують кращі альтернативи, оскільки людство не ставить собі завдання, які воно не здатне вирішити (див. Гегеля — теза містить антитезу). За Марксом — буржуазне суспільство є останньою формою антагоністичного суспільного виробництва.
У застосуванні до історії марксизм доводить неминучість переходу до вищої суспільної формації: від феодалізму до капіталізму, від капіталізму до соціалізму і, врешті-решт, до безкласового суспільства. Протидія будь-якої суспільної системи прогресу та змінам приводить до необхідності її руйнування, що виявляється у вигляді класової боротьби — у випадку капіталізму між буржуазією і пролетаріатом. Рушійна сила історії — боротьба пригноблених класів, вищим проявом якої є революція.

### Політична теорія
Варто зазначити, що марксизм — це не тільки ідеологія, але й політична програма дій. Маркс і Енгельс займали колективістську і спрямовану на революційне розв'язання політичну позицію. За словами самого Маркса, «філософи тільки по-різному пояснювали світ, а мова йде про те, щоб його змінити».

#### Класова боротьба
Найважливішою рушійною силою розвитку суспільства впродовж всього його існування була боротьба антагоністичних суспільних класів. У буржуазному суспільстві революційною силою є робітничий клас, що його історичною місією є знищення капіталізму та експлуатації людини людиною, створення справедливого суспільного ладу. Цей лад Маркс і Енґельс називали соціалізмом (комунізмом). Капіталізм, як один з кількох щаблів історії, у минулому мав поступовий характер, але по приходу до влади буржуазії (а вона колись теж була революційним класом) капіталізм перетворився на гальмо суспільного розвитку і має поступитися місцем вищій стадії суспільного розвитку.
Свою історичну місію «могильника капіталізму» пролетаріат виконає за допомогою свого бойового авангарду — комуністичної партії, шляхом встановлення диктатури пролетаріату. Маркс і Енгельс пропагували ідею поширення пролетарської революції у низці країн і вірили у можливість створення т. зв. Сполучених Штатів Європи. Основним гаслом трудящих має бути гасло: «Пролетарі всіх країн, єднайтеся!»
У зв'язку з цим висувається лозунг «експропріації експропріаторів». Вони приймають ідею логіки історії Геґеля, але ідеологія, в їхньому розумінні, є відображенням матеріальних засобів виробництва, що лежать в її основі (т. зв. економічний детермінізм). За словами Маркса й Енгельса, «Історія всіх дотеперішніх суспільств — це історія класової боротьби». а ворогуючі класи є завжди наслідком способів виробництва та обміну, себто економічних умов їхнього часу. Економічна структура суспільства завжди визначає той базис, відштовхуючись від якого, ми можемо дати певне пояснення всієї надбудови юридичних і політичних інституцій, а також релігійних, філософських та інших ідей певного історичного періоду.

#### Держава
У марксистів держава є найвищим інститутом організації суспільства, що його функція полягає у захисті панування одного класу над іншими, а також у збереженні системи експлуатації панівним класом всього суспільства. Класичний (хоча й дещо спрощений) марксистський погляд на державу висловлено у «Маніфесті комуністичної партії»: «Сучасний уряд це є лиш комітет, що порядкує спільними справами всієї буржуазії».
Пізніше, у «Початку родини, приватної власності і держави» (1884), Енгельс писав, що «держава є щось із зовні нав'язане суспільству; вона не є також „втіленням моральної ідеї“, „втілення розуму“, як доводить Гегель. Держава є продукт суспільства, що досягло певного щабля розвитку; є свідомість, що суспільство перебуває в нерозв'язаній суперечності само з собою, що вона розпалась на незамирені класи, і що вона немає змоги замирити ці протилежності й суперечності. Ці суспільні класи з протилежними економічними інтересами не знищили один одного і разом з тим саме суспільство в безплідній боротьбі: треба було особливої влади, що стояла, очевидно, понад суспільством, яка має, якщо не знищити цю боротьбу, то тримати її в межах порядку; ця влада, що відокремилася від суспільства, що стала над ним і разом з тим йому чужа, — є держава».
І далі: «Підвалиною установлення держави стала потреба тримати в слухняності різні суспільні класи, але через те, що держава повстала серед класової боротьби, то зрозуміло, що влада зосередилась в руках наймогутнішої з економічного погляду верстви, і до неї перейшло політичне панування. … Стара держава була, переважно, державою рабовласників, що заснована на послузі рабів; феодальна держава була органом дворян заради панування над кріпаками; найновіша поважна держава є знаряддя експлуатації праці капіталом».

#### Диктатура пролетаріату
Поняття «диктатура пролетаріату» залишається проблематичним у марксизмі, адже ані Маркс, ані Енгельс не дають докладного роз'яснення, що саме мається на увазі — енергійний уряд, що діє від імені пролетаріату (подібно до того, як буржуазний уряд діє від імені буржуазії) та придушує опір маєтних класів під час революції; чи форму правління, коли робітники перебирають на себе всі функції держави; чи щось інше. У Марксовому листі до Йосефа Вайдемаєра (1818—1866) з 5 березня 1852 між іншим читаємо: «Буржуазні історики давно переді мною представили історичний розвиток цієї боротьби клас, а буржуазні економи економічну анатомію цих класів. Моїм ділом було довести: 1. що існування класів зв'язане тільки з певними, історичними боротьбами, сполученими з розвитком продукції, 2. що класова боротьба неминуче веде до диктатури пролетаріату, 3. що ця диктатура становить лише перехід до знесення всіх класів і до безкласового громадянства».
Критикуючи програму щойно створеної соціал-демократичної партії Німеччини, Маркс писав: «Між капіталістичним і комуністичним суспільством лежить період революційного перетворення першого в друге. Цьому періодові відповідає і політичний перехідний період. І держава цього періоду не може бути нічим іншим, крім як революційною диктатурою пролетаріату».
За Володимиром Леніним, найбільшим політичним теоретиком-марксистом, диктатура пролетаріату є поєднанням режиму класової диктатури з формою правління (безпосередньою участю пролетарів (робітників) в управлянні суспільством). Одначе нерозв'язаним лишається питання пролетарської революційної партії та її ролі в новому, посткапіталістичному суспільстві. Адже, як показала практика революційних перетворень, одна справа «диктатура пролетаріату», інша — «диктатура пролетаріату під проводом партії», що схильна перетворюватися на «диктатуру партії від імені пролетаріату» та «диктатуру партії над пролетаріатом».

#### Безкласове суспільство
Класова боротьба перестане бути рушійною силою історії тільки в майбутньому комуністичному суспільстві, коли будуть ліквідовані класи, що саме є основним завданням комуністів. З цього приводу Енгельс писав: «Держава не од вічності. Жили громади й без неї, існували громади, що не знали, що таке держава і державна влада. Лише на певнім щаблі економічного розвитку, що нерозривно з'єднаний з розпадом суспільства на класи, на верстви, з'явилась потреба держави. А в теперішній час [себто наприкінці XIX ст.] ми хуткими кроками наближаємось до такої фази розвитку промисловості, за якої розподіл на класи не лише не являє собою необхідності, але стримує навіть саму продукційність. Так повстав цей розподіл на класи, так він і щезне, а з ним загине й держава. Суспільство, яке знову організує промисловість на підвалинах вільної, рівноправної асоціації всіх продуцентів, таке суспільство не потребує державної машини й здає її в історичний музей, де вона буде красуватися поруч з бронзовою сокирою та веретеном».

### Критика політичної економії

#### Додаткова вартість
Критика політичної економії виникла на основі діалектико-матеріалістичного аналізу Марксом капіталістичного способу виробництва та відповідного йому суспільного ладу. Маркс розробив і обґрунтував трудову теорію вартості, відкрив закон додаткової вартості. Це відкриття стало, образно кажучи, наріжним каменем економічної теорії Маркса, адже саме воно допомогло йому розкрити експлуататорську сутність буржуазного виробництва. У своїй фундаментальній праці «Капітал» Маркс розглянув капіталістичний лад, зіставляючи його політекономічну теорію з дійсністю, та доходить висновку, що цей лад заснований на експропріації власниками засобів виробництва частини вартості продукту найманої праці робітників.
За Марксом, додаткова вартість є джерелом збагачення власника засобів виробництва. Додаткова вартість утворюється в процесі виробництва як різниця між вартістю виробленого продукту й вартістю робочої сили. В умовах існування приватної власності на засоби виробництва капіталіст експропріює додаткову вартість, а робітники отримують стільки, щоб забезпечити відтворення своєї робочої сили. Отже, марксизм бачить джерело економічної нерівності, експлуатації людини людиною, у приватній власності. Відповідно марксизм, виходячи із діалектичної складової своєї філософії, формулює основне протиріччя капіталізму, як протиріччя між суспільним характером виробництва й приватною власністю, що лежить в основі розподілу.

#### Капітал і наймана праця
За Марксом, капітал є не сумою предметів, що містять нагромаджену працю, а буржуазне виробниче відношення. Вирішальним для виникнення капіталу є не його речова форма, конкретні товари, що його утворюють, а наявність суспільних відносин, що дозволяють шляхом володіння речами привласнювати безоплатно живу працю робітників, позбавлених власності. Панування нагромадженої, минулої, матеріалізованої праці над безпосередньою, живою працею перетворює нагромаджену працю на капітал (мертву працю).
Прибутком капіталіста є перевищення вартості виробленого робітником продукту над вартістю життєвих засобів, що їх він отримує у вигляді заробітної плати. Відносна заробітна плата, її частка в капіталі, має тенденцію зменшуватися, а прибуток, відносна частка капіталіста, — зростати: прибуток і заробітна плата перебувають один до одного у зворотному відношенні.
Інтереси буржуазії і пролетаріату є антагоністичними. Мірою зростання продуктивності праці пролетаріат кує золотий ланцюг, на якому буржуазія тягне його за собою.

#### Відчужена праця
Відчуження відображає об'єктивне перетворення діяльності людини і її результатів на самостійну силу, що панує над нею та їй ворожу, а також пов'язане з цим перетворення людини з активного суб'єкта суспільного процесу на об'єкт цього процесу. Відчуження є історично минущою формою опредмечування людиною своїх діяльних здібностей у класово-антагоністичному суспільстві та пов'язане з уречевленням, фетишизацією суспільних зв'язків, з опосередкуванням відносин між людьми суспільними інститутами. Початки відчуження треба шукати в поділі праці.
У творах 1842-43 років Маркс й Енгельс досліджували спочатку відчуження у царині духовного життя (релігія, філософія тощо), а потім у царині політичного життя (бюрократизація держави). Пізніше, у «Економічно-філософських рукописах з 1844 року», вихідним пунктом розуміння відчуження стає проблема відчуженої праці. Маркс зазначає, що в умовах антагоністичних суспільних відносин робітник ставиться до праці, до акту виробництва як до зовнішнього примусу: наймана праця не розгортає вільно фізичну та духовну енергію, а виснажує фізичну природу та руйнує дух робітника. Тим-то людина відчуває себе вільною не в процесі праці, а лише в тому бутті, що не відрізняє її від тварини. Ставлення робітника до своєї діяльності визначає також його ставлення до предметів і продуктів своєї праці, що належать не йому, а окремому приватному власнику або загальному капіталісту (державі), і виступають щодо робітника як чужі, ворожі йому сутності, що чимдалі більше закріпачують його.
Відчуження стосується не лише робітника: буржуа теж відчужений від праці, він теж переживає самовідчуження, але відчуває себе в цьому самовідчуженні задоволеним і ствердженим; а пролетар відчуває себе в цьому відчуженні знищеним.

#### Товарний фетишизм
Фетишизм — ототожнення суспільних функцій предмета з його природними властивостями, обумовлене процесом упредметнення соціальних відносин між людьми і персоніфікацією речей. Різні форми фетишизму визначаються тим, чи відбувається ототожнення соціальних характеристик з натуралістичним буттям речі або фізично-тілесним субстратом предмету культури, продукту людської діяльності, або природними особливостями індивіда.
У капіталістичному суспільстві, де панують товарно-грошові відносини, фетишем стає продукт людської діяльності і зникає будь-яка природна та суспільна визначеність предмета. Відносини між людьми опосередковуються річчю, що вона набуває через це особливого соціального значення. Суспільний характер праці набуває в очах людей речовий характер самих продуктів праці, як суспільної властивості цих речей, притаманної їм від природи. На речі переносяться властивості людських відносин, і починає здаватися, що не люди, а речі самостійно (у товарній формі) вступають у відносини обміну; а людина тут виявляється лише персоніфікацією певної соціальної функції, виконавцем соціальної ролі, актором, що ховається за «економічною маскою». Речі заступають місце людей.
Фетишизм грошей є подальшим розвитком фетишизму товару. У грошах вартість зрощується з речовою, натуральною формою предмета, що виконує функцію грошей (золото тощо); вартісно-суспільне відношення набуває відокремленого матеріального існування. Тепер товари у своїй якісно-предметній визначеності обмінюються на символічний загальний продукт, певний предметний знак — гроші, що їхнє символічне буття з'єднується з їхньою природною формою. Своєї вищої форми фетишизм сягає у капіталі, що приносить відсотки. Капітал бачиться таким, що він здатний сам — без участи праці — примножувати вартість і приносити дохід.

#### Теорія криз
Маркс визначив природу криз у капіталістичному суспільстві та довів невипадковість і закономірну періодичність криз у буржуазному суспільстві.
Капіталіст (власник фабрики, корпорація) намагається збільшувати свої прибутки, а для цього збільшує норми виробки та систематично зменшує витрати на оплату найманої праці. Однак, оскільки, працівники є членами суспільства, яке споживає вироблену продукцію, відповідно зменшується попит та виникає криза перевиробництва, коли вироблену продукцію немає кому купувати[джерело?].

#### Глобальний капіталізм
Слід зазначити, що у часи, коли жив Маркс, не було таких понять як «глобалізація», «споживацтво», «постіндустріальне суспільство», «інформаційне суспільство», не було масового «експорту» технологій та перенесення транснаціональними корпораціями виробництва у країни з дешевою робочою силою. Тому у наукових працях Маркса та Енгельса немає відповідей на деякі гострі проблеми сучасної світової економіки. Але це не зменшує значення творів Маркса як цінного першоджерела для вивчення проблем сучасної глобальної економіки та кризових явищ глобальної економіки.

#### Тимчасовість капіталізму
Критика Маркса розкриває об'єктивні закономірності розвитку суспільного виробництва протягом всієї історії людства від рабовласницьких суспільств Стародавнього світу до сучасного капіталізму. Ця закономірність демонструє тимчасовий характер капіталістичного способу виробництва, неминучість його загибелі і заміни буржуазного суспільства вищим — соціалістичним (комуністичним).
Коли політичні економісти вважали товар «природною» і невідворотною формою продукту праці, а ринок — єдиним можливим інститутом обміну продуктами, що має існувати завжди, представляючи закон вартості як закон незмінних історичних фактів, для Маркса ані товар, ані гроші, ані капітал, ані наймана праця не тільки не існували вічно, але не мають існувати далі — саме на це вказують тенденції історичного розвитку.

### Міжнародні відносини
Міжнародно-політичні погляди засновників марксизму Карла Маркса та Фрідріха Енгельса можна звести до таких положень:
1) міжнародні відносини набувають планетарного масштабу тільки в епоху капіталізму, коли відбулося формування єдиного світового ринку;
2) міжнародні відносини є вторинними, похідними від капіталістичного способу виробництва, а отже, є відносинами експлуатації, панування та класової боротьби;
3) головними учасниками МВ є не держави-нації, а світова буржуазія, яка використовує державу як засіб панування над експлуатованими масами, та міжнародний пролетаріат, який прагне визволитись шляхом революції;
4) внутрішня політика держави, в основі якої знаходиться капіталістичний спосіб виробництва, визначає зовнішню політику, її характер та напрями;  
5) перемога пролетарської революції у світовому масштабі приведе до зникнення держав та унеможливить виникнення воєн.

## Марксизм після Маркса й Енгельса

### Ревізіонізм
Поширення марксизму в робітничому русі стикнулось з опором як з боку його одвертих противників з інших соціалістичних течій (напр., бакуністів, прудоністів тощо), так і з боку угодовських елементів усередині соціалістичних і соціал-демократичних партій — ревізіоністів.
Ревізіонізм виник як прояв впливу буржуазної ідеології на найменш революційні, відносно забезпечені верстви робітничого класу (так звану «робітничу аристократію»). Іншим джерелом ревізіонізму стала ідеологія дрібнобуржуазних елементів, що їм притаманна половинчастість, коливання між пролетаріатом і буржуазією, що виражається у теоретичних поступках буржуазної ідеології.
Представники ревізіонізму (найвідоміший з них — німецький соціал-демократ Едуард Бернштейн (1850—1932)) виступали в філософії за повернення до Канта, намагалися підмінити матеріалізм суб'єктивним ідеалізмом, матеріалістичну діалектику — еволюціонізмом. В теоретичній царині вони стверджували, що капіталізм має перерости у соціалізм «самопливом», без соціальної революції. В царині політики ревізіоністи відстоювали теорію «гармонії класових інтересів» і «співпраці клас», заперечуючи теорію пролетарської революції і диктатури пролетаріату. Ревізіонізм в теорії призвів до реформізму на практиці, що набув найяскравішого вираження у тактиці партій II Інтернаціоналу — відмові від революції і мирній парламентській діяльності, що полягала у боротьбі за часткове поліпшення становища трудящих у рамках буржуазного ладу та співпраці з буржуазними партіями.

### Австромарксизм
Австромарксизмом заведено називати школу марксистської думки, що склалась у Відні наприкінці XIX ст. навколо провідних теоретиків і керівників австрійської соціал-демократії Макса Адлера (1873—1937), Отто Бауера (1881—1938), Рудольфа Гільфердінґа (1877—1941) і Карла Реннера (1870—1950). На додаток до Марксової теорії, найбільше на школу вплинули неокантіянство та позитивізм у філософії, маржиналістський напрямок у політичній економії та потреба осмислення і розв'язання специфічних проблем Габсбурзької імперії. Адлер зробив найвагоміший внесок у переосмислення марксизму з точки зору неокантіянства. Він вважав, що Марксова методологія полягає по суті в розкриванні за видимістю дійсности, а марксизм є науковим, історичним матеріялізмом, «системою соціологічних знань» і не має нічого спільного з філософією. Бауер був одним з перших, хто звернув увагу на національне питання (що на початку XIX ст. стояли в Австро-Угорщині надзвичайно гостро). Гільфердінґів аналіз влади фінансових інституцій і впливу держави, а також важливости зовнішніх ринків для акумуляції капіталу мав велике значення для розвитку марксистських теорій імперіалізму. Реннер був відомий насамперед як соціолог права: не вважаючи правові норми простим відображенням економічних умов, він наголошував на тому, що право грає активну роль у відтворенні та навіть зміні суспільних відносин.

### Більшовизм
Революційний елемент марксизму розвивав у своїх працях російський революціонер Володимир Ленін, що не тільки сприйняв теорію Маркса й Енгельса, а конкретизував її стосовно до умов нової епохи  — епохи державно-монополістичного капіталізму й імперіалізму, пролетарських і національно-визвольних рухів у всьому світі, початку ліквідації колоніальної системи. Не тільки видатний теоретик, але також революціонер-практик, Ленін став керівником першої марксистської партії, що прийшла до влади, — Російської Соціал-Демократичної Робітничої Партії (більшовиків).
Ленін розкрив специфіку імперіалізму як етапу в розвитку капіталізму. Він відкрив один з найважливіших його законів — нерівномірности розвитку капіталізму, через який революційна ситуація виникає не обов'язково у найрозвиненіших в економічному плані країнах, а в тій країні, де суперечності капіталізму надзвичайно загострені, й буржуазія якої нездатна шляхом політичних маневрів нейтралізувати революційність народних мас.
Така країна, за визначенням Леніна, є «слабкою ланкою» у ланцюзі імперіалізму. У цій слабкій ланці й має статися насамперед розрив єдиного ланцюга системи імперіалізму. Виходячи з цього, Ленін розвинув теорію соціалістичної революції й диктатури пролетаріату для епохи імперіалізму: революція не може статися одночасно у всіх основних капіталістичних країнах, як припускали Маркс й Енгельс, адже революційна ситуація не може виникнути одночасно у всіх головних країнах світу. Навпаки — природніше припустити, що «слабкою ланкою» чи «ланками» стануть спочатку одна або декілька країн, де позиції імперіалізму найбільш ослаблені, і саме там відбудеться революція.

### Марксизм-ленінізм
Спочатку у Радянському Союзі, а пізніше у «народних демократіях» марксизм пережив цікаву трансформацію: з революційного вчення він перетворився на панівну ідеологію. Прийшовши до влади в економічно відсталій країні, марксисти мусили здійснити те, що не було їхньою метою і що в передових капіталістичних країнах здійснила буржуазія, себто нагромаджувати капітал шляхом «первісної акумуляції» й експлуатації селянства. Що це здійснювалось під прикриттям марксистської ідеології, не має дивувати, адже в класовому суспільстві (а СРСР був класовим суспільством) панівна ідеологія не відображає дійсного стану речей, а маскує його (тим-то Маркс і Енгельс називали ідеологію «хибною свідомістю»). Іронія історії полягає в тому, що цю закостенілу систему беззаперечних догматів, що від початку 1930-х дедалі більше нагадувала релігію, назвали іменами двох великих революційних теоретиків, які самі на віру нічого не сприймали.
Характерними рисами марксизму-ленінізму були ототожнення законів природи та законів розвитку суспільства (за що почасти відповідальний Енгельс і його «Діалектика природи»), бачення відносини між базисом і надбудовою як односторонніх (безумовне підпорядкування надбудови базису), віра в лінійність історії, почергову зміну суспільно-економічних формацій і неминучість соціалізму (комунізму). «Економічні закони» (наприклад, закон вартості) вважались об'єктивними законами, незалежними від розстановки класових сил і волі учасників процесу суспільного виробництва, як закони природи, а значить такими, що діятимуть і при соціалізмі. Загалом соціалізм можна було збудувати в одній, окремо взятій країні (про завершення будівництва неодноразового проголошувалось на офіційному рівні).

### Західний марксизм
По першій світовій війні (1914—1918) в Європі постав «західний марксизм» — широка теоретична течія, в рамках якої прагнули творчо розвивати спадщину Маркса й Енгельса. «Західні марксисти» не тільки критикували капіталістичну систему — вони стояли в опозиції до «радянської» інтерпретації марксизму і відкидали «реальний соціалізм» у СРСР і країнах Східної Європи та Китаї як класове суспільство нового типу. З політичної економії (центральної теми творів теоретиків часів II (Соціалістичного) Інтернаціоналу) наголос у нового покоління теоретиків зсувається у бік філософії, ідеології, культури, мистецтва. Зачинателями течії прийнято вважати угорця Дьйордя Лукача (1885—1971), німця Карла Корша (1886—1961) й італійця Антоніо Ґрамші (1891—1937).
Лукач стверджував, що через своє бачення тотальности та зосередженість на центральності товарного виробництва марксизм є найкращим методологічним інструментом критичної аналізи сучасного капіталістичного суспільства. Індивід ніколи не може стати мірою філософії чи дії, оскільки він оточений готовими, «народженими» до нього об'єктами, а це уможливлює вироблення лише суб'єктивних реакцій — або конформістського визнання дійсности, або нігілістичної відмови. Тільки клас може охопити дійсність у процесі її революційного перетворення. Точка зору пролетаріату є особливою, оскільки той виступає об'єктом-суб'єктом історії: тільки ця точка зору дозволяє бачити, як капіталістичне суспільство перетворює людські властивості, стосунки та дії на властивості, стосунки та дії рукотворних речей, що відокремлюються від людини й панують над нею. Єдиним розв'язанням проблем буржуазного суспільства є пролетарська революція. Через своє особливе положення «живого заперечення капіталізму» пролетаріат є єдиним класом, спроможним на справжню класову свідомість — здатен усвідомити свою історичну роль революційного суб'єкта. Класова свідомість не дається робітникові при народженні, але її здобувають у постійній боротьбі з диктатом буржуазної ідеології. Тільки пролетаріат здатен побачити, що «вічні закони економіки» є продуктами історичного розвитку, результатом колективної дії, а значить їх можна змінити через свідому дію. Всі інші суспільні класи приречені на «хибну свідомість», що створює ілюзію вічності й універсальності капіталізму.
За Коршем, марксизм пережив три великі етапи: народження як філософської системи (1843—1848); розпад на політекономію, політику й ідеологію (1848—1900); перетворення на «науковий соціалізм» і втрату безпосереднього зв'язку з політичною боротьбою (після 1900). Він виступив проти представлення марксизму як «позитивної науки», що її необов'язково пов'язувати з боротьбою пролетаріату. Попри протиставлення «наукового соціалізму» «утопічному соціалізму», що закріпилося у II (Соціалістичному) Інтернаціоналі, марксизм не є наукою в буржуазному розумінні цього слова. Марксова система покликана не збагатити буржуазну філософію, історію чи соціологію, а критикувати буржуазну теорію і практику з метою викриття їхньої невідповідності одна одній і пошуку шляхів змін матеріальних умов життя та суспільних відносин.
Запозичивши у російських соціал-демократів кінця XIX ст. термін «гегемонія», Ґрамші вжив його для описування політичного устрою в Європі 1920-30-х. Панування буржуазії у Західній Європі, що спирається не тільки на примус, а й на згоду, створювало умови, які унеможливлювали прихід пролетаріату до влади у спосіб, продемонстрований Жовтневою революцією (1917), — через штурм влади («маневрену війну», як писав Ґрамші). Боротьба на Заході мала бути тривалою, мала набути форми «позиційної війни», коли боротьба точиться за гегемонію (панівне місце у суспільстві). Гегемонія означає не тільки опанувати провідне місце в політико-економічному житті суспільства, але також мати авторитет у народних мас, культурне та моральне лідерство («культурна гегемонія», «ідеологічна гегемонія»). Без авторитету панування може означати лише диктатуру. Міць гегемонії визначається згодою народних мас з політикою панівного класу.

### Український марксизм
Марксистська традиція в Україні починається у 1870-х і пов'язана з іменами професора політекономії Миколи Зібера (1844—1888) та «громадівця» Сергія Подолинського (1850—1891) — першими популяризаторами марксизму на підросійській Україні. Хоча соціалістичні ідеї визначали діяльність перших українських політичних партій як на території Російської імперії, так і в Австро-Угорщині, проте через різні причини українські марксистські центри були в еміграції.
Таким у часи першої світової війни була Закордонна організація Української соціал-демократичної робітничої партії (УСДРП), що видавала в Женеві часопис «Боротьба». Її редактор Лев Юркевич (1884—1917) відстоював ідею української пролетарської революції, виступав проти українського міщанства й орієнтації на Австрію й Німеччину, виступав за демократичну федералізацію Російської імперії та обґрунтовував потребу в незалежній українській соціал-демократичній партії.
Так само саме на еміграції, в Німеччині, після другої світової війни (1939—1945) було створено Українську революційно-демократичну партію (УРДП), що її ліве крило на чолі з Іваном Майстренком (1899—1984) декларувала прихильність до демократичного соціалізму. Майстренко наголошував, що в СРСР не соціалізм, а державний капіталізм, тільки правлячим класом є не буржуазія (як при «нормальному» капіталізмі), а партійно-господарська бюрократія. Його товариш по часопису «Вперед», який ліве крило УРДП видавало у Мюнхені, Всеволод Голубничий (1928—1977) виступав за планову економіку, в якій планування відбувається знизу вверх (від «консументів» до «продуцентів»), та відкидав будь-яку можливість поєднання ринкових відносин із соціалізмом («ринок, це — реставрація капіталізму»). Економіку СРСР — на відміну від більшості зарубіжних фахівців — розглядав не як гомогенну цілісність, а як сукупність структур зі значними регіонально-історичними та етнокультурними відмінностями.
Роман Роздольський (1898—1967) — єдиний український марксист, що його книжки перекладено багатьма європейськими мовами. Живучи в Нью-Йорку та Детройті, він написав один з найважливіших текстів про національне питання в Східній Європі — «Фрідріх Енгельс і проблема „неісторичних“ народів» (1964), а слідом завершив двотомну «Історію виникнення Марксового „Капіталу“» (1968). Метою останньої стала реконструкція думки зрілого Маркса, прояснення загального значення Марксової економічної теорії та захист її основних складових від спроб ревізії як всередині робітничого руху, так і з боку офіційної науки.

### Марксизм у «третьому світі»
В більшість країн «третього світу» марксизм проник через колоніальні зв'язки та був пов'язаний у першу чергу з антиімперіалістичною боротьбою; тим-то питання імперіалістичного панування і колоніальної експлуатації займали центральне місце в марксистській теорії та практиці в «третьому світі».
Лідер китайської компартії Мао Цзе-дун (1893—1976) був не тільки ватажком селянської революції, але й теоретиком революційної війни у світовому масштабі. За Мао, хоча на зміну капіталізму має прийти соціалізм, капіталістично-імперіалістична система сама ніколи не завалиться — її зруйнує революція всередині імперіалістичних країн («першого світу») і національні революції у колоніях і залежних країнах («третьому світі»). Головною рушійною силою епохи є національно-визвольні рухи. Треба підтримувати націоналізм народів Азії, Африки та Латинської Америки та ідею «відокремлення» від метрополій. Після відокремлення колоній від метрополій в останніх настане господарська криза, що спричинить падіння рівня життя, викличе незадоволення широких мас і пролетарське повстання.
Перший президент незалежної Ґани і прибічний ідеї панафриканізму Кваме Нкрума (1909—1972) вважав імперіалізм найбільшою небезпекою для народів Африки та проаналізував методи відновлення імперіалістичного панування у колишніх колоніях, але тепер опосередковано — у формі неоколоніалізму. Колишні метрополії нав'язують «оборонні» угоди, підтримують маріонеткові уряди, контролюють місцеві економіки через фінансову та технічну «допомогу», нерівноправні умови торгівлі й удушення місцевого господарства, метрополії проникають у постколоніальне суспільство шляхом насадження місцевої буржуазії, ідеологічної пропаганди тощо.
Ґвінейський революціонер Амілкар Кабрал (1924—1973) вважав, що ключовою для успішної соціальної революції на периферії капіталістичного світу є роль дрібнобуржуазного керівництва національного руху після завоювання незалежности. Коли настає визволення, народ повертається до історії й назовні вириваються внутрішні суперечності, затушовані під час боротьби проти колоніалізму. Дрібна буржуазія опиниться перед вибором: або стати національною буржуазією (насправді псевдобуржуазією, адже в неоколоніальних умовах буржуазія слаборозвинених країн є лише імітацією буржуазії капіталістичного центру), або здійснити соціальну революцію. Для продовження революції дрібна буржуазія має вчинити «класове самогубство»: замість слідувати вузькокласовим інтересам, дослухатися до революційної свідомості. За відсутності справжнього робітничого класу дрібна буржуазія має в інтересах всього суспільства принести в жертву свій стан і привілеї й ототожнити себе з трудящими масами. Нездатність на класове самогубство веде до відтворення експлуататорських відносин у новій конфігурації: пару колонізатор—колонізований заступить пара національна буржуазія—пролетаріат.
Згідно з єгипетським економістом Саміром Аміном (1931—2018), панівні класи капіталістичного центру діляться часткою додаткової вартости, акумульованої завдяки експлуатації периферії, з підпорядкованими класами, тому соціальна революція у розвинених країнах постійно відкладається. Хоча ця «імперіалістична рента» не вирішує проблеми майнового розшарування всередині країн центру, всі групи населення отримують свою частку, а значить так чи так зацікавлені у збереженні єдиного капіталістичного світу. На периферії ж питання революції є актуальним, адже стосується самого виживання слаборозвинених країн. Для тих, хто опинився у непривілейованому положенні, єдиний шлях подолати зачароване коло експлуатації та відсталості, це — «від'єднатися» від системи. Від'єднатися означає підпорядкувати розвиток своєї країни — чи регіону — не потребам світового ринку (а їх завжди визначає центр), але потребам внутрішнього розвитку. Від'єднання означає справедливий розподіл суспільного продукту, продукцію для задоволення людських потреб, урізноманітнення продукції відповідно до людських потреб і залучення народних мас до економічного планування і політичної діяльності.

### Постмарксизм
Постмарксизм виник як теоретичний напрямок, який намагається зберегти елементи марксистської філософії після колапсу марксизму як глобальної політичної сили в другій половині XX століття та переорієнтуватись у відповідь на стрімкі зміни в середовищі культури. Ґрунтується на працях Ернеста Лаклау та Шанталь Муфф. Наразі, марксизм на Заході, зазвичай, вважається дискредитованим вченням, обтяженим авторитаризмом та тоталітаризмом, протилежним сучасній підтримці (теоретичній та політичній) культурному плюралізму та лібералізму.

## Критика марксизму
Фредерік Фойт, британський письменник, який був очевидцем подій у Європі першої половини XX ст., дійшов такого висновку:
... марксизм призвів до фашизму й націонал-соціалізму, тому що, по суті, він і є фашизмом і націонал-соціалізмом.
Андре Глюксман (колишній французький маоїст, що 1972 року характеризував правлячий режим у Франції як «фашистську диктатуру»):
Марксизм - порожня доктрина і може наповнюватися будь-якими дурницями, що мають як місцевий, так і інтернаціональний колорит. ...Марксизм відмовляється бачити власну порожнечу, це порожнеча, яка не вважає себе такою... Маркс був вкрай непослідовний. Практично кожні п'ять років він пророкував загальну і остаточну кризу капіталізму, солідаризувався з найреакційнішими представниками англійського суспільства, потім починав викривати їх. Спочатку він називав Паризьку Комуну націоналістичною, підлою революцією, а якийсь час опісля вимовив фразу, що стала знаменитою про пролетарів, які штурмували небо. Я вважаю, що Маркс був першою жертвою власної порожньої доктрини, не здатної правильно інтерпретувати історію. Що не означає, що Маркса не варто читати. «Капітал. Критика політичної економії» - захоплююча праця.
1. ↑  Schüler DUDEN: Die Philosophie. — DUDEN-Verlag, Mannheim-Leipzig-Wien-Zürich, S.254. ISBN 341102206X //Енциклопедійна серія DUDEN для гімназій: том «Філософія».
2. ↑  DER BROCKHAUS. (in 3 Bde.) — Brockhaus-Verlag, Leipzig-Mannheim, 2005. Bd. 2, S. 621. ISBN 3765300934
3. 1 2 3  Grundbegriffe der Soziologie. — Leke+Budrich Verlag, Opladen-Augsburg, 2003, S. 187. ISBN 3825214168 //Ґрунтовні поняття соціології. Фаховий довідник для ВНЗів
4. ↑  Ленін В. І. Три джерела і три складові частини марксизму. Повне зібрання творів, т. 23. К., 1972.
5. ↑  Карл Маркс. Тези про Фоєрбаха // Карл Маркс і Фрідріх Енґельс. Фоєрбах (з «Німецької ідеології»). — Харків—Київ, Державне видавництво України, 1930. — Стор. 52.
6. ↑  Карл Маркс і Фрідріх Енгельс. Комуністичний маніфест. — Клівленд: Видане Українською федерацією Американської соціалістичної партії, 1917. — Стор. 25.
7. ↑  Карл Маркс і Фрідріх Енгельс. Комуністичний маніфест. — Клівленд: Видане Українською федерацією Американської соціалістичної партії, 1917. — Стор. 60.
8. ↑  Карл Маркс і Фрідріх Енгельс. Комуністичний маніфест. — Клівленд: Видане Українською федерацією Американської соціалістичної партії, 1917. — Стор. 6.
9. ↑  Карл Маркс і Фрідріх Енгельс. Комуністичний маніфест. — Клівленд: Видане Української федерації Американської соціялістичної партії, 1917. — Стор. 9.
10. ↑  Фрідріх Енгельс. Походження родини, приватної власності й держави. — Харків: Державне видавництво України, 1925. — Стор. 112.
11. ↑  Фрідріх Енгельс. Походження родини, приватної власности й держави. — Харків: Державне видавництво України, 1925. — Стор. 114.
12. ↑  Див.: Гел Дрепер. «Диктатура пролетаріату» в Маркса й Енгельса [Архівовано 29 липня 2017 у Wayback Machine.] // Спільне. — 29.10.2012
13. ↑  Tom Bottomore (ed.), A Dictionary of Marxist Thought (2nd edition), Oxford: Blackwell Publishers Ltd., 1991, p. 151.
14. ↑  Карл Маркс і Фрідріх Енгельс. Про диктатуру пролетаріату (зібрав Е.Дран). — Берлін-Київ, 1921. — Стор. 8.
15. ↑  Карл Маркс. Критика Готської програми. — Київ: Державне видавництво політичної літератури, 1938. — Стор. 19.
16. ↑  Див.: Н. Ленин. Государство и революция. Учение марксизма о государстве и задачи пролетариата в революции. — Петроград: «Жизнь и знание», 1918.
17. ↑  Фрідріх Енгельс. Походження родини, приватної власності й держави. — Харків: Державне видавництво України, 1925. — Стор. 116.
18. ↑  Балей, П. (2003). Обезвласнене суспільство. Київ: Смолоскип. ISBN 966-7332-96-9.
19. ↑  Мателешко, Ю. П. (2020). Теорія міжнародних відносин: навчальний посібник (українська) . Ужгород: Вид-во УжНУ «Говерла». с. 18—19. ISBN 978-617-7825-30-1.
20. ↑  Мінаєв А. В. Ґенеза та розвиток соціалістичних ідей в XIX — на початку XXI ст. (короткий історичний огляд) // Історична панорама: Збірник наукових статей ЧНУ. Спеціальність «Історія». — Чернівці, 2007. — Вип. 4 (PDF). Архів оригіналу (PDF) за 4 вересня 2014. Процитовано 12 липня 2019.
21. ↑  Архівована копія. Архів оригіналу за 24 січня 2010. Процитовано 18 березня 2015.{{cite web}}:  Обслуговування CS1: Сторінки з текстом «archived copy» як значення параметру title (посилання)
22. ↑  Stuart Sim. Introduction // Post-Marxism. An intellectual history. — Routledge, 2000. — С. 1. — ISBN 0-203-18616-8.
23. ↑  F. A. Voigt, Unto Caesar, 1939, p. 95 /  Цит. за Фрідріх Гаєк. Шлях до рабства / пер. з англ. Сергій Рачинський. - К. : Наш Формат, 2022. - 208 с.
24. ↑  Les Temps modernes, n°310 bis (1972)
25. ↑  «Зло всегда творят от имени Добра» — бесіда А.Глюксмана з М.Рикліним

## Першоджерела

### Твори Маркса й Енгельса, що вийшли за їхнього життя
- К. Маркс. Злидні філософії (1847)
- Ф. Енгельс, К. Маркс. Маніфест комуністичної партії (1848)
- К. Маркс. До критики політичної економії (1859)
- К. Маркс. Капітал т. 1 (1867)
- Ф. Енгельс. Анти-Дюрінг (1876)
- Ф. Енгельс. Початок родини, приватної власности і держави (1884)

### Твори Маркса й Енгельса, що вийшли по їхній смерти
- К. Маркс. Економічно-філософські рукописи з 1844 року (вперше опубліковані 1932 р.)
- К. Маркс. Тези про Фойєрбаха (1845; вперше опубліковані 1888 р.)
- К. Маркс і Ф. Енгельс. Німецька ідеологія (1845; вперше опублікована 1932 р.)
- К. Маркс. Нарис критики політичної економії (1857—1858; вперше опублікований 1939 р.)
- К. Маркс. Капітал, т. 2 (опублікований під редакцією Енгельса 1885 р.)
- К. Маркс. Капітал, т. 3 (опублікований під редакцією Енгельса 1894 р.)
- К. Маркс. Капітал, т. 4 (Теорії додаткової вартости) (опубліковані під редакцією К. Кауцького 1905—1910 рр.)

### Твори інших марксистів
- К. Кауцький. Аграрне питання (1899)
- Р. Гільфердінґ. Фінансовий капітал (1910)
- Р. Люксембурґ. Акумуляція капіталу (1913)
- В. І. Лєнін. Імперіалізм як вища стадія капіталізму (1916)
- В. І. Лєнін. Держава і революція. Вчення марксизму про державу та завдання пролетаріату в революції (1917)
- Д. Лукач. Історія та класова свідомість (1923)
- К. Корш. Марксизм і філософія (1923)
- Л. Троцький. Перманентна революція (1928)
- А. Ґрамші. В'язничні зошити (1929—1935; вперше опубліковані повністю 1975 р.)
- Т. Адорно і М. Горкгаймер. Діалектика Просвітництва (1947)
- Л. Коллєтті. Марксизм і Геґель. Діялєктичний матеріялізм й ірраціоналізм (1969)
- С. Амін. Євроцентризм. Критика однієї ідеології (1988)
- І. Месарош. По той бік капіталу (1995)

### Загальний розділ

#### Енциклопедії і словники
- Gérard Bensussan (dir.) et Georges Labica (dir.), Dictionnaire critique du marxisme, Presses universitaires de France, Paris 1982, 936 p.(фр.)
- Jacques Bidet (dir.) and Stathis Kouvelakis (dir.), Dictionnaire Marx Contemporain, Presses universitaires de France, Paris 2001. 608 p.(фр.)
- Paolo Biazzi, Ernesto Mascitelli (cur.) et al., Dizionario dei termini marxisti, Vangelista, Milano 1977, 436 p.(італ.)
- Tom Bottomore (ed.), A Dictionary of Marxist Thought (2nd edition), Oxford: Blackwell Publishers Ltd., 1991. 647 p.(англ.)
- Daniel Gray, Elliott Johnson and David Walker, Historical Dictionary of Marxism (2nd edition), London: Rowman and Littlefield, 2012, 608 pp.(англ.)
- Wolfgang Fritz Haug (hrsg.), Frigga Haug (hrsg.) und Peter Jehle (hrsg.), Das Historisch-Kritische Wörterbuch des Marxismus, 15 Bde., Berliner Institut für kritische Theorie, 1994—2021.(нім.)

#### Оглядові твори
- Л. И. Аксельрод (Ортодокс). Курс лекций по историческому материализму: Лекция 1 // «Красная новь». — 1922. — № 6 (10). — С. 200—210; Лекция 2 // «Красная новь». — 1923. — № 1 (11). — С. 177—188; Лекция 3 // «Красная новь». — 1923. — № 3 (13). — С. 155—168; Лекция 4 // «Красная новь». — 1923. — № 6 (16). — С. 215—228; Лекция 5 // «Красная новь». — 1923. — № 7 (17). — С. 168—184.(рос.)
- Ніколай Бухарін. Теорія історичного матеріалізму. — Харків-Берлін-Нью-Йорк: Українсько-американське видавництво «Космос», 1923. — 326 с.
- Фрідріх Енґельс. Основні засади комунїзму. — Вінніпег: Накладом «Робочого народа», 1918. — 60 с.
- Сергій Іщенко. Марксизм за 120 хвилин. — Київ: Вперед, 2010. — 63 с.
- Ян Гофф. Між полюсами політики та теорії: розвиток академічного марксизму з 1960-х років до сьогодення [Архівовано 25 лютого 2018 у Wayback Machine.] // Спільне. — 21 лютого 2018
- В. І. Ленін. Карл Маркс // Карл Маркс. Капітал. Критика політичної економії. Том I. Кн. I. — Київ: Партвидав ЦК КП(б)У, 1934. — Стор. 47*-72*.
- Георгий Плеханов. Основные вопросы марксизма (изд. 2-е). — Москва: Кооперативное издательство «Московский рабочий», 1922. — 185 с.(рос.)
- Perry Anderson, Considerations on Western Marxism, London: New Left Books, 1976. 140 pp.(англ.)
- Perry Anderson, On the Tracks of Historical Materialism, London: Verso, 1983. 112 pp.(англ.)
- Daryl Glaser (ed.) and David M. Walker (ed.), Twentieth-Century Marxism: A Global Introduction, London—New York: Routledge, 2007, 260 pp.(англ.)
- Karl Korsch, Karl Marx, London: Chapman & Hall; New York: John Wiley & Sons, 1938. 247 pp.(англ.)
- Henri Lefebvre, Le Matérialisme dialectique, Paris, Presses universitaires de France, 1940.(фр.)
- Iring Fetscher (hrsg.), Der Marxismus. Seine Geschichte in Dokumenten. Philosophie, Ideologie, Ökonomie, Soziologie, Politik, 3 Bde, Piper 1963—1965.(нім.)
- Валіцький А. Марксизм і стрибок у царство свободи. Історія комуністичної утопії. Пер.з польської.– К.:Всесвіт,1999. — 509с.
- Leszek Kołakowski, Główne nurty marksizmu. Powstanie — rozwój — rozkład, t. 1-3, Instytut Literacki, Paryż 1976—1978.(пол.)
- David McLellan, Marxism after Marx (4th edition), Palgrave Macmillan, 2007, 440 pp.(англ.)
- Alfredo Saad-Filho (ed.), Anti-capitalism: A Marxist Introduction, London—Sterling: Pluto Press, 2012, 262 pp.(англ.)
- Paul M. Sweezy, Four Lectures on Marxism, New York: Monthly Review Press, 1981, 97 pp.(англ.)
- Predrag Vranicki, Geschichte des Marxismus, 2 Bde, Suhrkamp, Frankfurt 1972/1974, 1135 S. (нім.)
- Allen W. Wood, Karl Marx (2nd edition), London—New York: Routledge, 2004, 302 pp.(англ.)
- Peter Worsley, Marx and Marxism (revised edition), London—New York: Routledge, 2002, 121 pp.(англ.)

#### Національні та регіональні історії марксизму
- Іван Майстренко (ред.). Документи українського комунізму. — Нью-Йорк: Пролог, 1962. — 232 с.
- Роман Тиса. Короткий нарис українського марксизму // «Товариш» (Київ). — 2013. — № 14, 15 і 16.
- Cristina Corradi, Storia dei marxismi in Italia, Manifestolibri, Roma 2005, 438 p.(італ.)
- Kan'ichi Kuroda, Studies in Marxism in Postwar Japan: Main Issues in Political Economy and Materialist Outlook of History, Tokyo, 2002.(англ.)
- George Lichtheim, Marxism in Modern France, London, 1966.(англ.)
- Michael Löwy (ed.), Marxism in Latin America from 1909 to the Present: An Anthology, Atlantic Highlands, 1992.(англ.)
- Cedric J. Robinson, Black Marxism: The Making of the Black Radical Tradition, London: Zed Books, 1983, 487 pp.(англ.)
- Leo Zelig, Marxism in Africa: The Class Struggle across the Continent, Cheltenham: New Clarion, 2002.(англ.)

### Марксизм і філософія

#### Маркс, Енгельс та їхні попередники
- Дьёрдь Лукач. Молодой Гегель и проблемы капиталистического общества. — Москва: «Наука», 1987. — 616 с.(рос.)
- Герберт Маркузе. Разум и революция. Гегель и становление социальной теории. — Санкт-Петербург: «Владимир Даль», 2000. — 541 с.(рос.)
- Alberto Burgio, Strutture e catastrofi: Kant, Hegel, Marx, Riuniti, Roma 2001, 296 p.(італ.)
- Stathis Kouvelakis, Philosophy and Revolution: From Kant to Marx, London—New York: Verso, 2003, 450 pp.(англ.)
- Solange Mercier-Josa, Entre Hegel et Marx — Points cruciaux de la philosophie hégélienne du droit, L'Harmattan, 2000, 301 pp.(фр.)
- Galvano della Volpe, Rousseau e Marx, Riuniti, Roma 1974, 227 p.(італ.)

#### Діалектична метода
- Николай Бухарин. Узник Лубянки. Тюремные рукописи Николая Бухарина (изд. 2-е, дополн., измен. и расшир.) — Москва: «Аиро-XXI», 2008. — 1061 с.(рос.)
- Антоніо Ґрамші. В’язничні зошити. Вибрані записи / Пер. з іт. — 2-е вид., перероб. і доп. — Київ: Вперед, 2017. — 417 с.
- Йосиф Дицґен. Фільозофія соціял-демократії. — Нью-Йорк: Виданнє «Голосу правди», 1919. — 318 с.
- Эвальд Ильенков. Диалектика абстрактного и конкретного в «Капитале» Маркса. — Москва: Издательство Академии наук СССР, 1959.(рос.)
- Карл Корш. Марксизм и философия. — Ленинград—Москва: «Книга», 1924.(рос.)
- В. І. Ленін. Філософські зошити. — Київ: Видавництво політичної літератури України, 1979. — XXI, 722 с.
- Георг Лукач. История и классовое сознание. Исследования по марксистской диалектике. — Москва: «Логос-Альтера»; «Ecce Homo», 2003. — 416 с.(рос.)
- Дьёрдь Лукач. Ленин. Исследовательский очерк о взаимосвязи его идей. — Москва: «Международные отношения», 1990. — 141 с.(рос.)
- Мао Цзе-дун. Відносно практики. Відносно суперечності. — Київ: Державне видавництво політичної літератури УРСР, 1958. — 123 с.
- Vsevolod Holubnychy, «Mao Tse-tung's Materialistic Dialectics», in The China Quarterly, No.19 (July-September, 1964), pp. 3–37.(англ.)
- Karl Korsch, «A Non-Dogmatic Approach to Marxism», in Politics, May 1946.(англ.)
- Rossana Rossanda e Charles Bettelheim, Il marxismo di Mao Tse-tung e dialettica, Feltrineli, Milano 1974, 52 pag.(італ.)

#### Історичний матеріалізм
- Николай Бухарин. Теория исторического материализма. — Москва: Госиздат, 1924.(рос.)
- Фрідріх Енгельс. Листи про історичний матеріалізм 1890—1894. — Київ: Видавництво політичної літератури України, 1980. — 31 с.
- Карл Каутский. Этика и материалистическое понимание истории. Опыт исследования. — Едиториал УРСС, 2003. — 133 с.(рос.)
- Karl Korsch, «Leading Principles of Marxism: A Restatement», in Marxist Quarterly, vol. 1, no. 3, October-December, 1937, pp 356–378.(англ.)

#### Марксизм і екзистенціалізм
- Люсьен Гольдман. Лукач и Хайдеггер. — Санкт-Петербург: «Владимир Даль», 2009. — 291 с.(рос.)
- István Mészáros, The Work of Sartre: Search for Freedom and the Challenge of History, New York: Monthly Review Press, 2012, 380 pp.(англ.)
- Jean-Paul Sartre, Critique de la raison dialectique, Paris: Gallimard, 1960, 894 pp.(фр.)

#### Марксизм і фройдизм
- Валентин Волошинов. Фрейдизм. Критический очерк. — Москва—Ленинград: Государственное издательство, 1927. — 163 с.(рос.)
- Герберт Маркузе. Структура інстинктів і суспільство: філософське дослідження вчення Зигмунда Фройда. — Київ: «Ніка-Центр», 2010. — 248 с.
- Микола Перлін. Марксизм і фрейдизм // «Життя і революція» (Київ). — 1926. — № 4 (квітень). — С. 108—113.
- Ерік Фромм. Мати чи бути? — Київ: «Український письменник», 2010. — 222 с.
- Paul Mattick, Critique of Marcuse, New York: Seabury, 1973.(англ.)

### Критика політичної економії

#### Наймана праця і капітал
- Карл Маркс. Заробітна плата, ціна й зиск. — Харків-Берлін-Нью-Йорк: Українсько-американське видавництво «Космос», 1923. — 70 стор.
- Карл Маркс. Наймана праця й капітал. — Харків: «Червоний шлях», 1925.
- Ricardo Antunes, The Meanings of Work: Essay on the Affirmation and Negation of Work, Leiden—Boston: Brill, 2013, 248 pp.(англ.)
- Harry Braverman, Labor and Monopoly Capital: The Degradation of Work in the Twentieth Century (25th anniversary edition), New York: Monthly Review Press, 1998, 338 pp.(англ.)

#### Історичний капіталізм
- Николай Бухарин. Политическая экономия рантье. Теория ценности и прибыли австрийской школы. — Москва—Ленинград: Государственное издательство, 1925. — 192 с.(рос.)
- Фрідріх Енгельс. Становище робітничої кляси в Англії 1844 року. — Харків: Партвидав «Пролетар», 1932. — 321 стор.
- Владиміръ Ильинъ (В. И. Ленин). Развитіе капитализма въ Россіи. Процессъ образованія внутренняго рынка для крупной рпомышленности. — С.-Петербургъ: Типо-литографія А. Лейферта, 1899.(рос.)
- Карл Кавтський. Аграрне питання. — Харків: Державне видавництво України, 1930. — 438 с.
- Карл Маркс. До критики політичної економії. — Харків: Державне видавництво України, 1926. — 198 стор.
- Карл Маркс. Злидні філософії. Відповідь на «Філософію злиднів» Прудона. — Харків-Берлін-Нью-Йорк: Українсько-американське видавництво «Космос», 1923. — 136 стор.
- Карл Маркс. Капітал. Критика політичної економії. Том I. Кн. I. — Харків: Державне видавництво України, 1927.
- Карл Маркс. Капітал. Критика політичної економії. Том III. Ч. I. Кн. III. — Київ: Партвидав ЦК КП(б)У, 1936. — 440 стор.
- Сергій Подолинськиj. Ремесла j хвабрики на Украjіні. — Женева: Печатньа «Работника» j «Громади», 1880.

#### Державно-монополістичний капіталізм
- Рудольф Гильфердинг. Финансовый капитал. — Москва: Политиздат, 1959.(рос.)
- Роза Люксембург. Акумуляція капіталу. — Харків: Державне видавництво України, 1929.
- Paul A. Baran, The Political Economy of Growth, New York: Monthly Review Press, 1957.(англ.)
- Paul A. Baran and Paul M. Sweezy, Monopoly Capital: An Essay on the American Economic and Social Order, New York: Monthly Review Press, 1966, IX + 401 pp.(англ.)
- Hiroshi Uchida (ed.), Marx for the 21st Century, London—New York: Routledge, 2006, 203 pp.(англ.)

#### Неолібералізм
- Andre Gunder Frank, Economic Genocide in Chile: Monetarist Theory versus Humanity (two open letters to Arnold Harberger and Milton Friedman), Spokesman Books, 1976, 87 pp.(англ.)
- David Harvey, A Brief History of Neoliberalism, Oxford—New York: Oxford University Press, 2007, 254 pp.(англ.)

### Держава, політика, класова боротьба

#### Держава та суспільні класи
- Фрідріх Енгельс. Початок родини, приватної власности і держави (на підставі дослідів Л. Г. Моргана). — Нью-Йорк: Виданє Української федерації Американської соціалїстичної партії, 1919. — 192 с.
- Микита Шаповал. Інтеліґенція і пролєтаріят. ─ Бібліотека «Нової Доби», № 5. ─ Відень-Київ, 1920.
- Nicos Poulantzas, Pouvoir politique et classes sociales de l'état capitaliste, Paris, Éd. Maspéro, 1968, 399 p.(фр.)
- Nicos Poulantzas, Les Classes sociales dans le capitalisme aujourd'hui, Paris, Éd. du Seuil, 1974.(фр.)
- Göran Therborn, Science, Class and Society: On the Formation of Sociology and Historical Materialism, London: New Left Books, 1976, 461 pp.(англ.)
- Göran Therborn, What Does the Ruling Class Do When It Rules? State Apparatuses and State Power under Feudalism, Capitalism and Socialism, London: New Left Books, 1978, 290 pp.(англ.)
- Giuseppe Vacca, Il marxismo e gli intellettuali, Riuniti, Roma 1985, 129 p.(італ.)

#### Диктатура, авторитаризм, фашизм
- Роже Бурдерон. Фашизм: идеология и практика. — Москва: Прогресс, 1983. — 165 с.(рос.)
- Бела Кёпеци. Неокосерватизм и «новые правые». — Москва: Издательство политической литературы, 1986. — 144 с.(рос.)
- Карл Маркс. Вісімнацяте Брюмера Луї Бонапарта. — Харків: Державне видавництво України, 1925. — 106 стор.
- Вильгельм Райх. Психология масс и фашизм. — Москва: Университетская книга, 1997. — 380 с.(рос.)
- Роман Тиса. Превентивна контрреволюція // Сучасна політична лексика. Навчальний енциклопедичний словник-довідник / за наук. ред Н. М. Хоми. — Львів: Новий світ-2000, 2015. — С. 309—310.
- Пальмиро Тольятти. Лекции о фашизме. — Москва: Издательство политической литературы, 1971. — 200 с.(рос.)
- Alberto Acquarone, L'organizzazione dello Stato totalitario, Einaudi, Torino 1965.(італ.)
- Paolo Alatri, Le origini del fascismo, Riuniti, Roma 1971.(італ.)
- Jane Caplan, «Theories of Fascism: Nicos Poulantzas as Historian», in History Workshop, No. 3, Spring 1977, pp. 83–100.(англ.)
- Daniel Guérin, Fascisme et grand capital. Italie-Allemagne, Paris, Éditions de la révolution prolétarienne, 1936.(фр.)
- Max Horkheimer, Eclipse of Reason, New York: Oxford University Press, 1947. 187 pp.(англ.)
- Franz Leopold Neumann, Behemoth: The Structure and Practice of National Socialism, London: Victor Gollancz Ltd., 1944.(англ.)
- Nicos Poulantzas, Fascisme et dictature, la III° Internationale face au fascisme, Paris, Éd. Maspéro, 1970, 404 p.(фр.)

#### Класова боротьба
- Карло Каутський. Тероризм і комунізм. Причинки до історії революції. — Берлін—Київ, 1920. — 204 с.
- Карл Маркс. Громадянська війна у Франції. — Харків: «Червоний шлях», 1925. — 72 стор.
- Карл Маркс. Клясова боротьба у Франції 1848—1850. — Харків: Партвидав «Пролетар», 1932. — 116 стор.
- Карл Маркс і Фрідріх Енґельс. Про диктатуру пролетаріяту (зібрав Е.Дран). — Берлін-Київ, 1921. — 32 стор.
- Н. Ленин. Государство и революция. Учение марксизма о государстве и задачи пролетариата в революции. — Петроград: «Жизнь и знание», 1918.(рос.)
- Лев Троцький. Тероризм і комунізм. — Харків-Берлін-Нью-Йорк: Українсько-американське видавництво «Космос», 1923. — 224 с.
- Etienne Balibar, Sur la dictature du proletariat, Paris: Éd. Maspéro, 1976, 289 p.(фр.)

#### Збройна боротьба
- Режіс Дебре. Революція в революції? — Київ: Вперед, 2018. — 95 с.
- Мао Цзэ-дун. Вопросы стратегии партизанской войны против японских захватчиков // Мао Цзэ-дун. Избранные произведения. Том 2. — Млсква: Издательство иностранной литературы, 1953. — С. 127—189.(рос.)
- Martin Glaberman, «Regis Debray: Revolution Without a Revolution», in Speak Out, April 1968.(англ.)
- Leo Huberman and Paul M. Sweezy, Régis Debray and the Latin American Revolution, New York: Monthly Review Press, 1969, 138 pp.(англ.)
- Carlos Marighella, Mini-Manual do Guerrilheiro Urbano, 1969.(порт.)
- Kwame Nkrumah, Handbook of Revolutionary Warfare, New York: International Publishers, 1969, 122 pp.(англ.)
- Joao Quartim, «Regis Debray and the Brazilian Revolution», in New Left Review, I/59, January-February 1970, pp. 61–82.(англ.)
- J. Smith and André Moncourt (eds.), The Red Army Faction, A Documentary History, Volume 1: Projectiles For the People, PM Press and Kersplebedeb, 2009, 736 pp.(англ.)
- J. Smith and André Moncourt (eds.), The Red Army Faction, A Documentary History, Volume 2: Dancing with Imperialism, PM Press and Kersplebedeb, 2013, 480 pp.(англ.)

### Імперіалізм, колоніалізм, націоналізм

#### Імперіалізм
- Н. Ленин. Империализм, как новейший этап капитализма. Популярный очерк. — Петроград: «Жизнь и знание», 1917.(рос.)
- Anthony Brewer, Marxist Theories of Imperialism: A Critical Survey (2nd edition), London—New York: Routledge, 1990, 300 pp.(англ.)
- David Harvey, The New imperialism, New York: Oxford University Press, 2003, 253 pp.(англ.)
- Tom Kemp, Theories of Imperialism, Dobson, 1967, 202 pp.(англ.)
- V. G. Kiernan, Marxism and Imperialism, London: Edward Arnold, 1974, 272 pp.(англ.)
- Kwame Nkrumah, Neo-Colonialism, the Last Stage of Imperialism, London: Thomas Nelson & Sons, 1965, 200 pp.(англ.)

#### Нерівний розвиток і міжнародна експлуатація праці
- Samir Amin, Le développement inégal. Essai sur les formations sociales du capitalisme périphérique, Paris: Éd. de Minuit, 1973, 365 p.(фр.)
- Samir Amin, The Law of Worldwide Value, New York: Monthly Review, 2010, 144 pp.(англ.)
- Zak Cope, Divided World, Divided Class: Global Political Economy and the Stratification of Labour under Capitalism, Kersplebedeb, 2012, 408 p.(англ.)
- Arrighi Emmanual,  L'Échange inégal, Paris: Éd. Maspéro, 1969.(фр.)
- Andre Gunder Frank, Capitalism and Underdevelopment in Latin America: Historical Studies of Chile and brazil (2nd edition), London: Pelican Books, 1971, 368 pp.(англ.)
- Walter Rodney, How Europe Underdeveloped Africa, London: Bogle-L'Ouverture Publications, 1972, 312 pp.(англ.)
- Eric Williams, Capitalism and Slavery, Chapel Hill: The University of North Caroline Press, 1944, 285 pp.(англ.)
- Peter Worsley, The Third World, Chicago: The University of Chicago Press, 1964, 317 pp.(англ.)

#### Національне та колоніальне питання
- Бенедикт Андерсон. Уявлені спільноти: міркування щодо походження і поширення націоналізму. — Київ: «Критика», 2001. — 271 с.
- Юліян Бачинський. Україна irredenta. 3-е вид. — Берлін: Видавництво української молоді, 1924.
- Михайло Волобуєв. До проблеми української економіки // «Більшовик України», — 1928. — № 2 і 3.
- Александр Гордон. Проблемы национально-освободительной борьбы в творчестве Франца Фанона. — Москва: «Наука», 1977. — 240 с.(рос.)
- Дмитро Донцов. Енгельс, Маркс і Ляссаль про неісторічні нації. — Київ: «Серп і молот», 1918. — 59 с.
- Карл Кавтський. Національність і інтернаціональність. — Наклад і друк партійної друкарнї (Партія Українських Соціялїстів-Революціонерів), 1915. — 54 с.
- Георг Лапчинський. Національна політика за десять років соціяльної революції // «Життя і революція» (Київ). — 1927. — № 5 (травень). — С. 243—249.
- В. І. Ленін. Про національне і національно-колоніальне питання. — Київ: Державне видавництво політичної літератури УРСР, 1957. — 580 с.
- Микола Порш. Про автономію Украіни. — Київ: Знаття — то сила, 1907.
- Т. Прокопович [Роман Роздольський]. Фрідріх Енґельс про Україну // «Червоний шлях» (Харків). — 1927. — Ч. 7-8. — С. 161—186.
- Микола Скрипник. Статті й промови з національного питання. — Мюнхен: «Сучасність», 1974. — 268 с.
- Мирсаид Султан-Галиев. Избранные труды. — Казань: Гасыр (Приложение к журналу «Гасырлар авазы — Эхо веков»), 1998. — 719 с.
- Український Троцький. Тексти Лева Троцького про Україну. — Одеса: БМВ, 2013. — 167 с.
- Панас Феденко. Марксистські і большевицькі теорії національного питання. — Мюнхен: Інститут для вивчення СССР, 1960. — 78 с.
- Франц Фанон. Гнані і голодні. — Київ: «Вперед», 2016. — 227 с.
- Amilcar Cabral, Return to the Source: Selected Speeches, New York: Monthly Review Press, 1973, 110 pp.(англ.)
- Antonio Gramsci, «Alcuni temi della questione meridionale», in Antonio Gramsci, La questione meridionale, Riuniti, Roma 1966, pp. 131–160.(італ.)
- Umberto Melotti, Marx e il terzo mondo, Il Saggiatore, Milano 1972, pp. 336.(італ.)
- Roman Rosdolsky, Zur nationalen Frage. Friedrich Engels und das Problem der 'geschichtslosen' Völker, Verlag Olle & Wolter, Berlin 1979.(нім.)

### Проблема переходу від капіталізму до соціалізму
- Samir Amin, «A Note on the Concept of Delinking», in Review, Vol. 10, No. 3 (Winter, 1987), pp. 435–444.(англ.)
- Paresh Chattopadhyay, «On the Political Economy of the Transition Period», in Monthly Review, vol. 24, no. 4 (September 1972), pp. 12–29.(англ.)
- Michael A. Lebowitz, Beyond Capital: Marx's Political Economy of the Working Class, New York: St. Martin's Press, 1992.(англ.)
- István Mészáros, Beyond Capital: Toward a Theory of Transition, New York: Monthly Review Press, 1995, 994 pp.(англ.)
- Nicos Poulantzas and Henri Weber, «The State and the Transition to Socialism», in Socialist Review, March—April 1978, pp. 9–37.(англ.)
- Paul M. Sweezy and Charles Bettelheim, On the Transition to Socialism, New York: Monthly Review Press, 1971, 135 pp.(англ.)

### Марксизм і «реальний соціалізм»

#### СРСР
- Рудольф Гильфердинг. Государственный капитализм или тоталитарное государство? // «Социалистический вестник». — № 459 (1940). — C. 92–93.(рос.)
- Андрей Здоров. Государственный капитализм и модернизация Советского Союза: марксистский анализ советского общества. — Москва: Комнига, 2006. — 124 с.(рос.)
- Лев Троцкий. Преданная революция: Что такое СССР и куда он идёт? — Москва: НИИ культуры, 1991.(рос.)
- Friedrich Adler, «Das Stalinsche Experiment und der Sozialismus», in Der Kampf, no.25 (1932), S. 4–16.(нім.)
- Friedrich Adler, «Zur Diskussion über Sowjetrussland. Ein Briefwechsel mit Karl Kautsky», in Der Kampf, no.26 (1933), S. 58–69.(нім.)
- Charles Bettelheim, Les luttes de classes en URSS — Première période, 1917—1923, Paris: Seuil/Maspero, 1974.(фр.)
- Charles Bettelheim, Les luttes de classes en URSS — Deuxième période, 1923—1930, Paris: Seuil/Maspero, 1977.(фр.)
- Charles Bettelheim, Les luttes de classes en URSS — Troisième période, 1930—1941. Tome I: Les dominés, tome II: Les dominants, Paris: Seuil/Maspero, 1982.(фр.)
- James Burnham, The Managerial Revolution. What Is Happening in the World, New York: John Day Company, 1941.(англ.)
- Antonio Carlo, «La natura socio-economica dell'URSS», in Giovane Critica, no.26 (primavera 1971), p. 2–75.(італ.)
- Joseph Carter [Joseph Friedman], «The Class Nature of the Stalinist State», in Socialist Workers Party Bulletin, issue 5 (1938).(англ.)
- Joseph Carter [Joseph Friedman], «Bureaucratic Collectivism», in New International, issue 7 (1941), pp. 216–221.(англ.)
- Paresh Chattopadyay, «Rise of Social Capitalism in the USSR», in Economic and Political Weekly, no.24 (1981), pp. 1063–1068; nos.25–26 (1981) pp. 1103–1120; no.27 pp. 1157–1161.(англ.)
- Paresh Chattopadhyay, «Post-Revolutionary Society: Socialism, Bureaucracy or Social Capitalism?», in Revue des Pays de l'Est, no.1–2 (1983): pp. 199–224.(англ.)
- Paresh Chattopadyay, «La dynamique de l’économie soviétique à la lumière de l'analyse marxienne de l'accumulation du capital», in Economie appliquée, no.2 (1990), pp. 5–32.(фр.)
- Paresh Chattopadyay, The Marxian Concept of Capital and the Soviet Experience, Westport: Praeger, 1994.(англ.)
- Tony Cliff, Stalinist Russia: A Marxist Analysis, M. Kidron, 1955. 273 pp.(англ.)
- Lucien Laurat [Otto Maschl], 1931, L’économie soviétique. Sa dynamique. Son mécanisme, Paris: Librairie Valois, 1931.(фр.)
- Marcel van der Linden, Western Marxism and the Soviet Union: A Survey of Critical Theories and Debates Since 1917, Leiden—Boston: Brill, 2007. XII + 380 pp.(англ.)
- Friedrich Pollock, «Die planwirtschaftlichen Versuche in der Sowjetunion», Leipzig: Schriften des Instituts für Sozialforschung an der Universität Frankfurt am Main, 1929.(нім.)
- Friedrich Pollock, «State Capitalism: Its Possibilities and Limitations», in Studies in Philosophy and Social Science, issue IX (1941), pp. 200–225.(англ.)
- Bruno Rizzi, Dove va l'URSS?, La Prora, Milano 1937.(італ.)
- Bruno R. [Bruno Rizzi], La bureaucratisation du monde, Paris: Imprimerie les presses modernes, 1939.(італ.)
- Bruno Rizzi, La lezione dello stalinismo. Socialismo e collettivismo burocratico, Opere Nueve, Roma 1962.(італ.)
- Bruno Rizzi, «Società asiatica e collettivismo burocratico. Osservazioni a Melotti e a Carlo», in Terzo Mondo, no.18 (1972), pp. 75–94.(італ.)
- Otto Rühle, Von der bürgerlichen zur proletarischen Revolution, Dresden: Am Anderen Ufer, 1924.(нім.)
- Max Shachtman, «Is Russia a Workers’ State?», in New International, issue VI (1940), pp. 195—205.(англ.)
- Max Shachtman, The Bureaucratic Revolution. The Rise of the Stalinist State, New York: The Donald Press, 1962.(англ.)
- Simone Weil, «Allons-nous vers la révolution prolétarienne?», in La Révolution Prolétarienne, no. 158 (1933), pp. 311–319.(фр.)
- Ryan L. Worrall, «U.S.S.R: Proletarian or State Capitalist?», in Modern Quarterly, vol. XI, no. 2 (Winter 1939), pp. 5–19.(англ.)

#### Східна Європа
- Милован Джилас. Лицо тоталитаризма. — Москва: «Новости», 1992. — 554 с.(рос.)
- Rudolf Bahro, Die Alternative. Zur Kritik des real existierenden Sozialismus, Europäische Verlagsanstalt (EVA), Köln/Frankfurt 1977, 543 (559) S.(нім.)
- Felipe García Casals [Pavel Campeanu], «Theses on the Syncretic Society», in Theory and Society, vol. IX, no. 2 (March, 1980), pp. 233–260.(англ.)
- Ferenc Fehér, «The Dictatorship over Needs», in Telos, issue 35 (Spring 1978), pp. 31–42.(англ.)
- Ferenc Fehér, Agnes Heller and György Márkus, Dictatorship over Needs: An Analysis of Soviet Societies, Oxford: Basil Blackwell, 1983.(англ.)
- György Konrád and Ivan Szelényi, The Intellectuals on the Road to Class Power, New York: Harcourt Brace Jovanovich, 1979.(англ.)
- Marc Rakovski [György Bence and Janos Kis], «Le marxisme devant les sociétés soviétiques», in Les Temps Modernes, no. 341 (December, 1974), pp. 553–584.(фр.)
- Marc Rakovski [György Bence and Janos Kis], «L'Union du Capital et de la Science passé et present», in Les Temps Modernes, no. 355 (January, 1976), pp. 1241–1270.(фр.)
- Marc Rakovski [György Bence and Janos Kis], Towards an East European Marxism, London: Allison & Busby, 1978.(англ.)
- Svetozar Stojanović, «The Statist Myth of Socialism», in Praxis, vol. 3, no. 2 (1967), pp. 176–187.(англ.)
- Svetozar Stojanović. Izmedju ideala i stvarnosti. Beograde: Prosveta, 1969, 223 str.(сербо-хорв.)
- Paul M. Sweezy, «The Invasion of Czechoslovakia: Czechoslovakia, Capitalism and Socialism», in Monthly Review, vol. 20, no. 5 (October, 1968), pp. 5–16.(англ.)

#### КНР
- Samir Amin, «Expansion or Crisis of Capitalism? (Are the U.S.S.R. and China Capitalist?)», in Contemporary Marxism, issue 9 (1984), pp. 3–17.(англ.)
- Peter Cheng, Marxism and Capitalism in the People's Republic of China, Lanham: University Press of America, 1988, 76 pp.(англ.)
- Michel Chossudovsky, Towards Capitalist Restoration? Chinese Socialism after Mao, Basingstoke, 1986, 266 pp.(англ.)
- Andy Ford, «China — capitalist or not?», in Socialism Today, Issue 131 (September, 2009).(англ.)
- Fred Halliday, «Marxist Analysis and Post-Revolutionary China», in New Left Review, issue 100, 1976—1977.(англ.)
- Lynn Walsh, «China's hybrid economy», in Socialism Today, Issue 122 (October, 2008).(англ.)

### Дискусії про марксизм і критика марксизму
- Круглий стіл «Філософської думки»: Ідеологія і утопія. Спадщина марксизму і сучасна політична реальність (О. Білий (модератор), Є. Бистрицький, Є. Головаха, А. Єрмоленко, В. Кебуладзе, Р. Кобець, В. Козловський, С. Макеєв, С. Пролеєв, В. Скуратівський) // «Філософська думка» (Київ). — 2018. — № 2. — С. 6-67